# Alexander Danilowitsch Menschikow

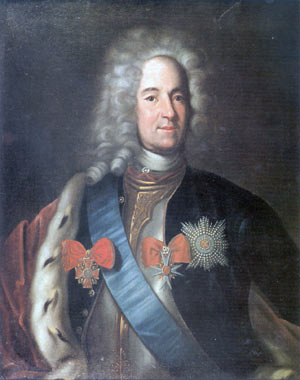
Alexander Danilowitsch Menschikow (unbekannter Künstler des 18. Jahrhunderts).
Menschikows Unterschrift:

Fürst Alexander Danilowitsch Menschikow (russisch Александр Данилович Меншиков, wiss. Transliteration Aleksandr Danilovič Menšikov; * 6.jul. / 16. November 1673greg. in Moskau; † 12. Novemberjul. / 23. November 1729greg. in Berjosow, Gouvernement Tobolsk) war ein russischer Staatsmann, Generalissimus der russischen Armee und ein Vertrauter des Zaren Peter I. und von dessen Ehefrau, der späteren Katharina I., Reichsfürst (1707), Herzog von Cosel.

## Leben
Menschikow stammte aus sehr einfachen Verhältnissen. Sein Vater soll ein belarussischer Bauer gewesen sein. Auch wurde er als „ehemaliger Pastetenverkäufer“ bezeichnet. Mit etwa neun Jahren diente er als Page im Haushalt des Schweizer Offiziers François Le Fort in der Deutschen Vorstadt in Moskau. Dort lernte er 1689 den ungefähr gleich alten Zaren kennen. Zwischen den beiden entstand eine Freundschaft, die bis zu Peters Tod Bestand hatte. Menschikow wurde zunächst Peters Bursche. Als Sergeant im Garderegiment Preobraschensk machte er 1696 den Feldzug gegen Asow mit und begleitete dann den Zaren auf seiner Reise nach Holland und England. Im Nordischen Krieg zeichnete er sich mehrfach aus. Peter verdankte ihm unter anderem die Eroberung von Schlüsselburg, zu dessen Kommandanten er 1702 ernannt wurde.
Im gleichen Jahr wurde er von Kaiser Leopold I. 1702 zum Grafen, 1706 zum Reichsfürsten im Heiligen Römischen Reich Deutscher Nation ernannt. Nachdem er am 29. Oktober 1706 die Schweden bei Kalisz geschlagen hatte, erhob Peter ihn zum russischen Fürsten und Herzog von Ingermanland. Nach der Schlacht bei Poltawa 1709 zwang er bei Perewolotschna den größten Teil der schwedischen Armee unter dem schwedischen Grafen Lewenhaupt zur Kapitulation und erhielt noch auf dem Schlachtfeld die Feldmarschallswürde. Im selben Jahr verlieh ihm der mit Peter dem Großen verbündete preußische König Friedrich Wilhelm I. den Schwarzen Adlerorden.
1710 nahm er Riga, rückte dann in Pommern und Holstein ein und eroberte 1713 Stettin. 1714 wurde er zum Mitglied der Royal Society gewählt. 1718 wurde er Präsident des Kriegskollegiums.
Nach der Einnahme von Marienburg in Livland 1702 kam Menschikow in den Besitz eines Mädchens mit dem Namen Marta Skawronskaja. Angeblich hatte er es von Marschall Scheremetew, der es als Kriegsbeute erhalten hatte, gekauft. Er führte die 19-jährige Bauerntochter dem Zaren Peter zu, der sie zu seiner Geliebten, 1707 – sie war inzwischen zum orthodoxen Glauben übergetreten und hatte den Namen Jekaterina Alexejewa angenommen – zu seiner heimlichen Ehefrau und 1712 offiziell zur Gemahlin machte.
Als erster Generalgouverneur leitete er auch den Bau von Sankt Petersburg. Nach Peters Tod im Jahre 1725 wirkte Menschikow daran mit, dass Jekaterina Alexejewa als Zarin Katharina I. den Thron besteigen konnte. Nun erreichte er den höchsten Gipfel seiner Macht; Katharina überließ ihm die Regierungsgeschäfte. Er bewirkte die Verlobung seiner Tochter mit dem Zarewitsch Peter II. – damit schien seine Macht auf Dauer gesichert. Bald nach Katharinas Tod im Jahre 1727 wurde Menschikow jedoch gestürzt. Er wurde des Hochverrats, der Mitschuld am Tode des Prinzen Alexei und anderer Verbrechen angeklagt und mit seiner Familie nach Berjosow in Sibirien verbannt. Sein Vermögen verfiel der Krone. Zwei Jahre später starb Menschikow in der Verbannung.

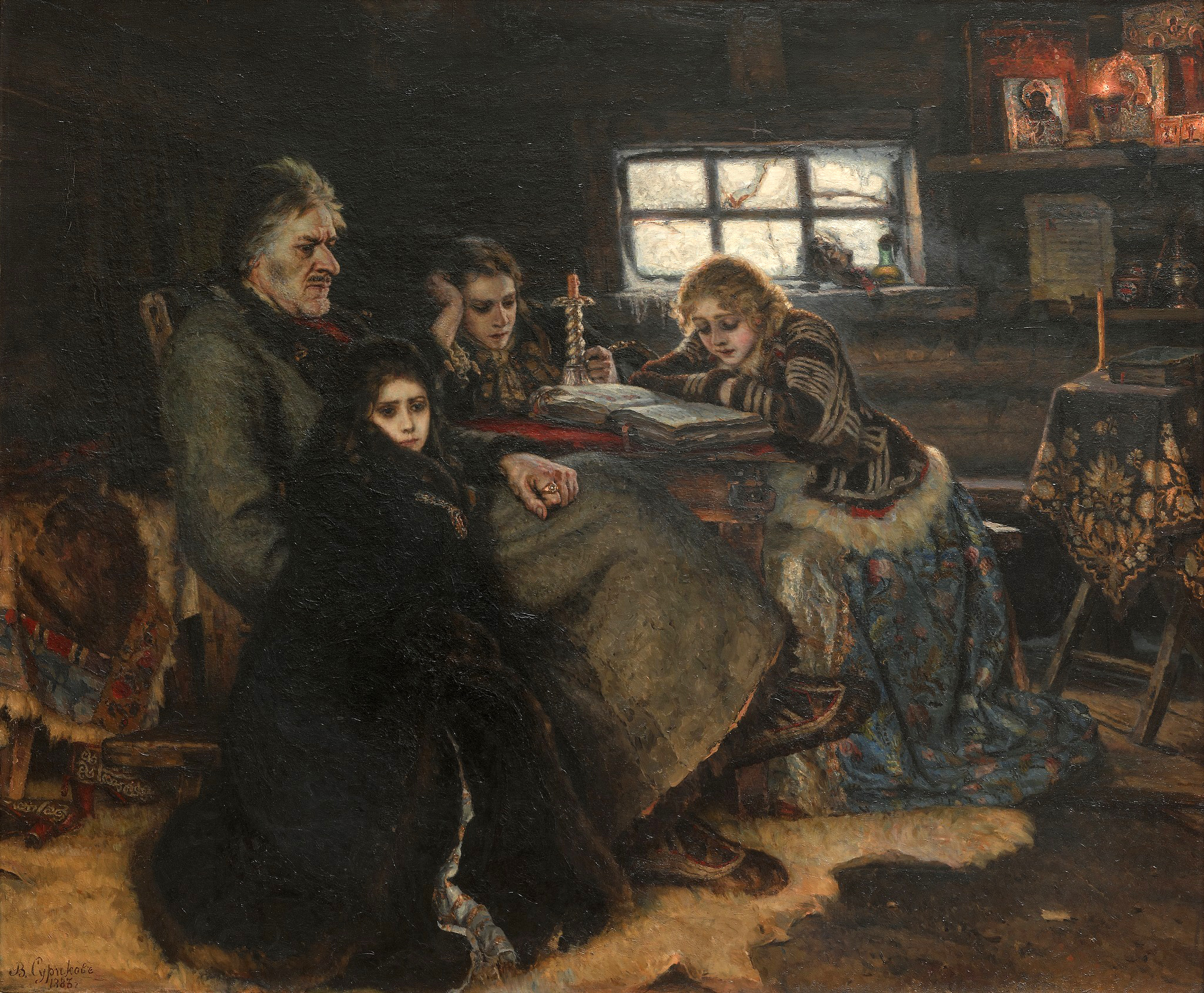
Menschikow in der Verbannung in Berjosow, Gemälde von Wassili Surikow

Seine beiden noch übrigen Kinder wurden von der Zarin Anna aus der Verbannung zurückgerufen. Sein Sohn, Fürst Alexander Alexandrowitsch (1714–1764) wurde Gardeoffizier, erhielt die väterlichen Güter zurück, zeichnete sich in den türkischen und schwedischen Kriegen aus und starb als General en Chef am 27. Novemberjul. / 8. Dezember 1764greg.. Sein Urenkel Alexander Sergejewitsch Menschikow war russischer Oberbefehlshaber im Krimkrieg.

## Charakter
Menschikows Treue zum Zaren stand außer Zweifel. Oft genug hatte er bewiesen, dass er jederzeit bereit war, für Peter auch seinen Kopf zu riskieren. Schon als Kinder waren die beiden unzertrennlich. Menschikow war stets an Peters Seite und schlief sogar bei ihm. Peter nannte ihn „mein Herzenskind“. Vielleicht bestand zwischen den jungen Leuten eine Zeit lang auch eine homoerotische Beziehung. Gerüchte darüber gab es am Zarenhof. 
Die Feiern, Gelage und Ausschweifungen von Peters Jugendzeit erlebten die beiden gemeinsam. Bei dieser Verbundenheit blieb es für 30 Jahre. In späteren Jahren stand für rauschende Feste und wichtige Empfänge in Sankt Petersburg das Menschikow-Palais zur Verfügung.
Menschikow war für Peter aber keineswegs nur ein trinkfester Kumpan, sondern auch ein kluger Berater und tüchtiger Verwalter. Die Auslandsaufenthalte nutzte er – wie Peter auch – zu fleißiger Arbeit und intensiven Studien. Peter äußerte über ihn: „Er ist klug, ein begnadeter Verwalter, und wenn er sich versündigt, macht er es auch wieder gut“. – So übertrug der Zar ihm die Oberaufsicht über die Erziehung seines Sohnes Alexei.
Andererseits hatte Menschikow seine Ämter offensichtlich ausgenutzt, um sich schamlos zu bereichern; und Peter, der sonst scharf gegen Amtsmissbrauch vorging, ließ ihm dies durchgehen. Dafür war wohl nicht allein die persönliche Verbundenheit der beiden ausschlaggebend. Kennzeichnend ist vielleicht Peters Äußerung gegenüber Menschikows Ankläger, dem später ebenfalls verbannten und hingerichteten Wassili Dolgorukow:
„Alle stehlen, nennt mir einen einzigen ehrlichen Gouverneur! Menschikow ist einer der größten Diebe, keine Frage, aber eines unterscheidet ihn von den anderen: Er ist auch einer der Fleißigsten; er arbeitet für zehn. – Hinauswerfen ist leicht, Hinrichten auch. Aber wer bleibt mir dann noch? Talentlose, unfähige Diebe!“

So konnte Menschikow seine Position halten, obwohl er 1714, 1719 und 1723 der ärgsten Bestechungen und Veruntreuungen angeklagt wurde. Nachgewiesen wurde ihm die Unterschlagung von einer Million Rubel – einer ungeheuren Summe (sie entsprach etwa den jährlichen Aufwendungen für den Aufbau der russischen Flotte!). Menschikow konnte sich dabei auf die unverbrüchliche Freundschaft und die Fürsprache von Katharina verlassen, die nie vergaß, wem sie ihren Aufstieg von der Magd zur Zarin verdankte.